# Дискографія EXO
Дискографія південнокорейсько-китайського бой-бенду EXO складається з восьми студійних альбомів (п'ять з яких були перевидані під різними назвами), семи мініальбомів, чотирьох концертних альбомів і двадцяти восьми синглів. Гурт Exo був створений корейською розважальною компанією SM Entertainment у 2011 році та спочатку складався з дванадцяти учасників, розділених на дві підгрупи, Exo-K та Exo-M, які випускали однакову музику одночасно корейською та мандаринською мовами в Південній Кореї та Китаї відповідно. Перший реліз гурту, мініальбом Mama, вийшов у квітні 2012 року. Після випуску альбом очолив корейські музичні чарти. З випуском Don't Mess Up My Tempo у листопаді 2018 року Exo став першим південнокорейським гуртом, що дебютував у 21 столітті, який продав 10 мільйонів альбомів загалом.
У 2023 році Exo став «семимільйонним продавцем», тобто гурт продав понад мільйон копій семи різних альбомів. З моменту дебюту в 2012 році загалом було понад 23,8 мільйона платних завантажень станом на грудень 2017 року та більше 11,9 мільйонів фізичних альбомів станом на серпень 2019 року в Південній Кореї.

## Альбоми

### Студійні альбоми
| Назва                                                                            | Деталі                                                                                             | Пікові позиції у чартах | Пікові позиції у чартах | Пікові позиції у чартах | Пікові позиції у чартах | Пікові позиції у чартах | Пікові позиції у чартах | Пікові позиції у чартах | Пікові позиції у чартах | Пікові позиції у чартах | Продажі                                                    | Сертифікації          |                       |
| Назва                                                                            | Деталі                                                                                             | KOR                     | AUS                     | BEL (FL)                | CAN                     | FRA                     | JPN                     | UK Dig.                 | US                      | US World                | Продажі                                                    | Сертифікації          |                       |
| Корейські / Китайські                                                            | Корейські / Китайські                                                                              | Корейські / Китайські   | Корейські / Китайські   | Корейські / Китайські   | Корейські / Китайські   | Корейські / Китайські   | Корейські / Китайські   | Корейські / Китайські   | Корейські / Китайські   | Корейські / Китайські   | Корейські / Китайські                                      | Корейські / Китайські | Корейські / Китайські |
| -------------------------------------------------------------------------------- | -------------------------------------------------------------------------------------------------- | ----------------------- | ----------------------- | ----------------------- | ----------------------- | ----------------------- | ----------------------- | ----------------------- | ----------------------- | ----------------------- | ---------------------------------------------------------- | --------------------- | --------------------- |
| XOXO                                                                             | - Реліз: 9 червня 2013 - Лейбл: SM Entertainment - Формат: CD, цифрове завантаження, стриминг      | 1(K) 2(M)               | —                       | —                       | —                       | —                       | 9(K) 18(M)              | —                       | —                       | 1                       | - Південна Корея: 579,874 - Японія: 148,000 - СШАА: 6,000  | Н/Д                   |                       |
| Exodus                                                                           | - Реліз: 30 березня 2015 - Лейбл: SM Entertainment - Формат: CD, цифрове завантаження, стриминг    | 1(K) 2(M)               | —                       | —                       | —                       | —                       | 4(K) 7(M)               | —                       | 95                      | 1                       | - Південна Корея: 808,358 - Японія: 83,226 - США: 15,000   | Н/Д                   |                       |
| Ex'Act                                                                           | - Реліз: 9 червня 2016 - Лейбл: SM Entertainment - Формат: CD, цифрове завантаження, стриминг      | 1(K) 2(M)               | —                       | —                       | —                       | —                       | 5(K) 16(M)              | —                       | —                       | 2                       | - Південна Корея: 836,116 - Японія: 61,918                 | Н/Д                   |                       |
| The War                                                                          | - Реліз: 19 липня 2017 - Лейбл: SM Entertainment - Формат: CD, цифрове завантаження, стриминг      | 1(K) 2(M)               | —                       | 92                      | 76                      | —                       | 7(K) 35(M)              | 27                      | 87                      | 1                       | - Південна Корея: 1,132,625 - Японія: 51,285 - США: 11,000 | Н/Д                   |                       |
| Don't Mess Up My Tempo                                                           | - Реліз: 2 листопада 2018 - Лейбл: SM Entertainment - Формат: CD, цифрове завантаження, стриминг   | 1                       | 67                      | 84                      | 74                      | 191                     | 3                       | 19                      | 23                      | 1                       | - Південна Корея: 1,445,329 - Японія: 67,889 - США: 50,000 | - KMCA: Million       |                       |
| Obsession                                                                        | - Реліз: 27 листопада 2019 - Лейбл: SM Entertainment - Формат: CD, цифрове завантаження, стриминг  | 1                       | —                       | 124                     | —                       | —                       | 16                      | 37                      | 182                     | 1                       | - Південна Корея: 843,305 - Японія: 24,275 - США: 25,000   | - KMCA: 3× Platinum   |                       |
| Exist                                                                            | - Реліз: 10 липня 2023 - Лейбл: SM Entertainment - Формат: CD, SMC, цифрове завантаження, стриминг | 1                       | —                       | —                       | —                       | —                       | 5                       | 33                      | —                       | —                       | - Південна Корея: 1,862,708 - Японія: 29,676               |                       |                       |
| Японські                                                                         | |                         |                         |                         |                         |                         |                         |                         |                         |                         |                                                            |                       |                       |
| Countdown                                                                        | - Реліз: 31 січня 2018 - Лейбл: Avex Trax - Формат: CD, цифрове завантаження, стриминг             | —                       | —                       | —                       | —                       | —                       | 1                       | —                       | —                       | 4                       | - Японія: 123,912                                          | - RIAJ: Gold          |                       |
| «—» релізи, що не потрапили у чарти або не були випущені у відповідних регіонах. | |                         |                         |                         |                         |                         |                         |                         |                         |                         |                                                            |                       |                       |

### Перевидання
| XOXO (Repackage)                                                                 | - Реліз: 5 серпня 2013 - Лейбл: SM Entertainment - Формат: CD, цифрове завантаження, стриминг  | 1(K) 2(M) | —  | —  | - Південна Корея: 763,660 | Н/Д                 |
| Love Me Right                                                                    | - Реліз: 3 червня 2015 - Лейбл: SM Entertainment - Формат: CD, цифрове завантаження, стриминг  | 1(K) 2(M) | —  | 2  | - Південна Корея: 529,796 | Н/Д                 |
| Lotto                                                                            | - Реліз: 18 серпня 2016 - Лейбл: SM Entertainment - Формат: CD, цифрове завантаження, стриминг | 1(K) 2(M) | —  | 10 | - Південна Корея: 410,036 | Н/Д                 |
| The War: The Power of Music                                                      | - Реліз: 5 вересня 2017 - Лейбл: SM Entertainment - Формат: CD, цифрове завантаження, стриминг | 1(K) 2(M) | 36 | —  | - Південна Корея: 543,461 | Н/Д                 |
| Love Shot                                                                        | - Реліз: 13 грудня 2018 - Лейбл: SM Entertainment - Формат: CD, цифрове завантаження, стриминг | 1         | 30 | 8  | - Південна Корея: 530,165 | - KMCA: 2× Platinum |
| «—» релізи, що не потрапили у чарти або не були випущені у відповідних регіонах. |                                                                                                |           |    |    |                           |                     |

### Концертні альбоми
| Назва                                  | Деталі                                                                                         | Пікові позиції у чартах | Пікові позиції у чартах | Продажі                                   |
| Назва                                  | Деталі                                                                                         | KOR                     | JPN                     | Продажі                                   |
| -------------------------------------- | ---------------------------------------------------------------------------------------------- | ----------------------- | ----------------------- | ----------------------------------------- |
| Exology Chapter 1: The Lost Planet     | - Реліз: 22 грудня 2014 - Лейбл: SM Entertainment - Формат: CD, цифрове завантаження, стриминг | 1                       | 22                      | - Південна Корея: 80,000 - Японія: 10,568 |
| EXO PLANET No. 3 — The EXO'rDIUM [dot] | - Реліз: 25 жовтня 2017 - Лейбл: SM Entertainment - Формат: CD, цифрове завантаження, стриминг | —                       | —                       |                                           |
| EXO PLANET #4 — The EℓyXiOn [dot]      | - Реліз: 30 січня 2019 - Лейбл: SM Entertainment - Формат: CD, цифрове завантаження, стриминг  | —                       | 90                      | - Японія: 655                             |
| EXO PLANET #5 — EXplOration            | - Реліз: 21 квітня 2020 - Лейбл: SM Entertainment - Формат: CD, цифрове завантаження, стриминг | —                       | —                       |                                           |

## Мініальбоми
| Назва                                                                            | Деталі                                                                                         | Пікові позиції у чартах | Пікові позиції у чартах | Пікові позиції у чартах | Пікові позиції у чартах | Пікові позиції у чартах | Продажі                                                 | Сертифікації    |
| Назва                                                                            | Деталі                                                                                         | KOR                     | JPN                     | US                      | US Heat.                | US World                | Продажі                                                 | Сертифікації    |
| -------------------------------------------------------------------------------- | ---------------------------------------------------------------------------------------------- | ----------------------- | ----------------------- | ----------------------- | ----------------------- | ----------------------- | ------------------------------------------------------- | --------------- |
| Mama (Exo-K та Exo-M)                                                            | - Реліз: 9 квітня 2012 - Лейбл: SM Entertainment - Формат: CD, цифрове завантаження, стриминг  | 1(K) 4(M)               | 33(K) 63(M)             | —                       | —                       | 8(K) 12(M)              | - Південна Корея: 548,567 - Японія: 61,046              | Н/Д             |
| Miracles in December                                                             | - Реліз: 9 грудня 2013 - Лейбл: SM Entertainment - Формат: CD, цифрове завантаження, стриминг  | 1(K) 2(M)               | 7(K) 20(M)              | —                       | 35                      | 1                       | - Південна Корея: 584,556 - Японія: 41,327              | Н/Д             |
| Overdose (Exo-K та Exo-M)                                                        | - Реліз: 7 травня 2014 - Лейбл: SM Entertainment - Формат: CD, цифрове завантаження, стриминг  | 1(K) 2(M)               | 3(K) 5(M)               | 129(K)                  | 1(K) 8(M)               | 2(K) 5(M)               | - Південна Корея: 717,318 - Японія: 55,782 - США: 3,000 | Н/Д             |
| Sing for You                                                                     | - Реліз: 10 грудня 2015 - Лейбл: SM Entertainment - Формат: CD, цифрове завантаження, стриминг | 1(K) 2(M)               | 6(K) 12(M)              | —                       | —                       | 6                       | - Південна Корея: 561,567 - Японія: 34,736              | Н/Д             |
| For Life                                                                         | - Реліз: 19 грудня 2016 - Лейбл: SM Entertainment - Формат: CD, цифрове завантаження, стриминг | 1                       | 7                       | —                       | —                       | 9                       | - Південна Корея: 445,512 - Японія: 23,838              | Н/Д             |
| Universe                                                                         | - Реліз: 26 грудня 2017 - Лейбл: SM Entertainment - Формат: CD, цифрове завантаження, стриминг | 1                       | 8                       | —                       | —                       | 2                       | - Південна Корея: 574,140 - Японія: 22,594              | Н/Д             |
| Don't Fight the Feeling                                                          | - Реліз: 7 червня 2021 - Лейбл: SM Entertainment - Формат: CD, цифрове завантаження, стриминг  | 1                       | 3                       | —                       | —                       | 8                       | - Південна Корея: 1,335,595 - Японія: 49,184            | - KMCA: Million |
| «—» релізи, що не потрапили у чарти або не були випущені у відповідних регіонах. |                                                                                                |                         |                         |                         |                         |                         |                                                         |                 |

## Сингли
| Назва | Рік       | Пікові позиції у чартах | Пікові позиції у чартах | Пікові позиції у чартах | Пікові позиції у чартах | Пікові позиції у чартах | Пікові позиції у чартах | Пікові позиції у чартах | Пікові позиції у чартах | Пікові позиції у чартах | Пікові позиції у чартах | Продажі                                                 | Сертифікації            | Альбом                             |
| Назва | Рік       | KOR                     | KOR Songs               | JPN                     | JPN Hot                 | CAN                     | MYS                     | SGP                     | UK Indie                | US World                | WW                      | Продажі                                                 | Сертифікації            | Альбом                             |
| Корейські | Корейські | Корейські               | Корейські               | Корейські               | Корейські               | Корейські               | Корейські               | Корейські               | Корейські               | Корейські               | Корейські               | Корейські                                               | Корейські               | Корейські                          |
| --- | --------- | ----------------------- | ----------------------- | ----------------------- | ----------------------- | ----------------------- | ----------------------- | ----------------------- | ----------------------- | ----------------------- | ----------------------- | ------------------------------------------------------- | ----------------------- | ---------------------------------- |
| «What Is Love» | 2012      | 110                     | 95                      | —                       | —                       | —                       | —                       | —                       | —                       | —                       | —                       | - Південна Корея: 72,749                                | Н/Д                     | Mama                               |
| «History» | 2012      | 86                      | —                       | —                       | —                       | —                       | —                       | —                       | —                       | 4                       | —                       | - Південна Корея: 181,698 - США: 32,000                 | Н/Д                     | Mama                               |
| «Mama» | 2012      | 46                      | 89                      | —                       | —                       | —                       | —                       | —                       | —                       | —                       | —                       | - Південна Корея: 383,359 - США: 38,000                 | Н/Д                     | Mama                               |
| «Wolf» (кор. 늑대와 미녀) | 2013      | 10                      | 25                      | —                       | —                       | —                       | —                       | —                       | —                       | 4                       | —                       | - Південна Корея: 534,603 - США: 36,000                 | Н/Д                     | XOXO                               |
| «Growl» (кор. 으르렁) | 2013      | 2                       | 3                       | —                       | —                       | —                       | —                       | —                       | —                       | 3                       | —                       | - Південна Корея: 2,023,254 - США: 62,000               | Н/Д                     | XOXO (Repackage)                   |
| «Miracles in December» (кор. 12월의 기적) | 2013      | 2                       | 3                       | —                       | —                       | —                       | —                       | —                       | —                       | 3                       | —                       | - Південна Корея: 789,317                               | Н/Д                     | Miracles in December               |
| «Overdose» (кор. 중독) | 2014      | 2                       | 2                       | —                       | —                       | —                       | —                       | —                       | —                       | 2                       | —                       | - Південна Корея: 1,168,390 - США: 58,000               | Н/Д                     | Overdose                           |
| «December, 2014 (The Winter's Tale)» | 2014      | 1                       | *                       | —                       | —                       | —                       | —                       | —                       | —                       | 14                      | —                       | - Південна Корея: 176,154                               | Н/Д                     | Exology Chapter 1: The Lost Planet |
| «Call Me Baby» | 2015      | 2                       | *                       | —                       | —                       | 98                      | —                       | —                       | —                       | 2                       | —                       | - Південна Корея: 1,229,566 - США: 56,000 - Канада: 200 | Н/Д                     | Exodus                             |
| «Love Me Right» | 2015      | 1                       | *                       | —                       | 33                      | —                       | —                       | —                       | —                       | 3                       | —                       | - Південна Корея: 1,142,627 - США: 34,000               | Н/Д                     | Love Me Right                      |
| «Lightsaber» | 2015      | 9                       | *                       | —                       | 84                      | —                       | —                       | —                       | —                       | 3                       | —                       | - Південна Корея: 242,162                               | Н/Д                     | Sing for You                       |
| «Sing for You» | 2015      | 3                       | *                       | —                       | —                       | —                       | —                       | —                       | —                       | —                       | —                       | - Південна Корея: 710,424                               | Н/Д                     | Sing for You                       |
| «Unfair» (кор. 불공평해) | 2015      | 10                      | *                       | —                       | —                       | —                       | —                       | —                       | —                       | 9                       | —                       | - Південна Корея: 515,703                               | Н/Д                     | Sing for You                       |
| «Lucky One» | 2016      | 5                       | *                       | —                       | —                       | —                       | —                       | —                       | —                       | 3                       | —                       | - Південна Корея: 433,399                               | Н/Д                     | Ex'Act                             |
| «Monster» | 2016      | 1                       | *                       | —                       | 9                       | —                       | —                       | —                       | 18                      | 1                       | —                       | - Південна Корея: 830,155 - США: 69,000                 | Н/Д                     | Ex'Act                             |
| «Lotto» | 2016      | 2                       | *                       | —                       | —                       | —                       | —                       | —                       | —                       | 1                       | —                       | - Південна Корея: 433,633 - США: 31,000                 | Н/Д                     | Lotto                              |
| «Dancing King» (With Yoo Jae-suk) | 2016      | 2                       | *                       | —                       | —                       | —                       | —                       | —                       | —                       | 2                       | —                       | - Південна Корея: 648,506                               | Н/Д                     | S.M. Station Season 1              |
| «For Life» | 2016      | 7                       | *                       | —                       | —                       | —                       | —                       | —                       | —                       | 8                       | —                       | - Південна Корея: 215,231                               | Н/Д                     | For Life                           |
| «Ko Ko Bop» | 2017      | 1                       | 1                       | —                       | 39                      | —                       | —                       | —                       | —                       | 2                       | —                       | - Південна Корея: 1,172,609 - США: 27,000               | Н/Д                     | The War                            |
| «Power» | 2017      | 2                       | 1                       | —                       | 27                      | —                       | —                       | —                       | —                       | 3                       | —                       | - Південна Корея: 333,339 - США: 9,000                  | Н/Д                     | The War: The Power of Music        |
| «Universe» | 2017      | 2                       | 1                       | —                       | —                       | —                       | —                       | —                       | —                       | 16                      | —                       | - Південна Корея: 140,698                               | Н/Д                     | Universe                           |
| «Tempo» | 2018      | 4                       | 1                       | —                       | 26                      | —                       | 2                       | 11                      | 27                      | 2                       | —                       |                                                         | Н/Д                     | Don't Mess Up My Tempo             |
| «Love Shot» | 2018      | 9                       | 1                       | —                       | 59                      | —                       | 7                       | 18                      | —                       | 1                       | —                       | - США: 4,000                                            | Н/Д                     | Love Shot                          |
| «Obsession» | 2019      | 13                      | 5                       | —                       | 33                      | —                       | —                       | —                       | —                       | 1                       | —                       | - США: 2,000                                            | Н/Д                     | Obsession                          |
| «Don't Fight the Feeling» | 2021      | 15                      | 57                      | —                       | 77                      | —                       | —                       | —                       | —                       | 6                       | 64                      | Н/Д                                                     | Н/Д                     | Don't Fight the Feeling            |
| «Let Me In» | 2023      | 106                     | 6                       | —                       | —                       | —                       | —                       | —                       | —                       | 5                       | —                       | - США: 1,000                                            | Н/Д                     | Exist                              |
| «Hear Me Out» | 2023      | 124                     | 5                       | —                       | —                       | —                       | —                       | —                       | —                       | 5                       | —                       |                                                         | Н/Д                     | Exist                              |
| «Cream Soda» | 2023      | 13                      | 3                       | —                       | —                       | —                       | —                       | —                       | —                       | 12                      | 86                      |                                                         | Н/Д                     | Exist                              |
| Японські |           |                         |                         |                         |                         |                         |                         |                         |                         |                         |                         |                                                         |                         |                                    |
| «Love Me Right (Romantic Universe)» | 2015      | —                       | —                       | 1                       | 1                       | —                       | —                       | —                       | —                       | —                       | —                       | - Японія: 197,008 (Фіз.) - Південна Корея: 11,469       | - RIAJ: Platinum (Фіз.) | Countdown                          |
| «Coming Over» | 2016      | —                       | —                       | 2                       | 3                       | —                       | —                       | —                       | —                       | —                       | —                       | - Японія: 169,425 (Фіз.)                                | - RIAJ: Platinum (Фіз.) | Countdown                          |
| «Electric Kiss» | 2018      | —                       | —                       | —                       | 23                      | —                       | —                       | —                       | —                       | 9                       | —                       | Н/Д                                                     | Н/Д                     | Countdown                          |
| «Bird» | 2019      | —                       | —                       | —                       | 42                      | —                       | —                       | —                       | —                       | –                       | —                       | Н/Д                                                     | Н/Д                     | Сингл без альбому                  |
| «—» релізи, що не потрапили у чарти або не були випущені у відповідних регіонах. Нотатки: Чарт Billboard K-Pop Hot 100 був запущений у серпні 2011, закритий у липні 2014 і відновлений у червні 2016. Чарт Billboard China V був запущений 28 листопада 2015 і закритий у грудні 2018. |           |                         |                         |                         |                         |                         |                         |                         |                         |                         |                         |                                                         |                         |                                    |

## Інші пісні у чартах
| Назва | Рік                   | Пікові позиції у чартах | Пікові позиції у чартах | Пікові позиції у чартах | Продажі                   | Альбом                             |
| Назва | Рік                   | KOR                     | KOR Hot                 | US World                | Продажі                   | Альбом                             |
| Корейські / Китайські | Корейські / Китайські | Корейські / Китайські   | Корейські / Китайські   | Корейські / Китайські   | Корейські / Китайські     | Корейські / Китайські              |
| --- | --------------------- | ----------------------- | ----------------------- | ----------------------- | ------------------------- | ---------------------------------- |
| «Angel» (кор. 너의 세상으로) | 2012                  | —                       | —                       | 15                      | - Південна Корея: 9,733   | Mama                               |
| «Two Moons» (кор. 두 개의 달이 뜨는 밤) | 2012                  | —                       | —                       | 14                      | - Південна Корея: 9,803   | Mama                               |
| «Machine» | 2012                  | —                       | —                       | —                       | - Південна Корея: 8,222   | Mama                               |
| «Baby, Don't Cry» (кор. 인어의 눈물) | 2013                  | 31                      | 55                      | 6                       | - Південна Корея: 220,104 | XOXO                               |
| «Black Pearl» | 2013                  | 81                      | 99                      | 8                       | - Південна Корея: 61,414  | XOXO                               |
| «Don't Go» (кор. 나비소녀) | 2013                  | 54                      | 58                      | 13                      | - Південна Корея: 135,482 | XOXO                               |
| «Let Out the Beast» | 2013                  | 97                      | —                       | 10                      | - Південна Корея: 38,111  | XOXO                               |
| «3.6.5» | 2013                  | 69                      | 88                      | 24                      | - Південна Корея: 117,937 | XOXO                               |
| «Heart Attack» | 2013                  | 93                      | —                       | 11                      | - Південна Корея: 56,060  | XOXO                               |
| «Peter Pan» (кор. 피터팬) | 2013                  | 78                      | 93                      | 16                      | - Південна Корея: 109,823 | XOXO                               |
| «Baby» | 2013                  | 100                     | —                       | 20                      | - Південна Корея: 55,074  | XOXO                               |
| «My Lady» | 2013                  | 64                      | 67                      | —                       | - Південна Корея: 95,671  | XOXO                               |
| «Wolf» (кор. 늑대와 미녀) (Exo-K version) | 2013                  | 135                     | —                       | —                       | - Південна Корея: 21,399  | XOXO                               |
| «XOXO (Kisses & Hugs)» | 2013                  | 15                      | 35                      | 6                       | - Південна Корея: 220,617 | Growl                              |
| «Lucky» | 2013                  | 17                      | 42                      | 7                       | - Південна Корея: 138,799 | Growl                              |
| «Growl» (кор. 으르렁) (Exo-K version) | 2013                  | 64                      | —                       | —                       | - Південна Корея: 21,272  | Growl                              |
| «Growl» (кит.: 咆哮) (Exo-M version) | 2013                  | 82                      | —                       | —                       | - Південна Корея: 15,984  | Growl                              |
| «Christmas Day» | 2013                  | 5                       | 38                      | 10                      | - Південна Корея: 272,296 | Miracles in December               |
| «The Star» | 2013                  | 11                      | 53                      | 9                       | - Південна Корея: 128,976 | Miracles in December               |
| «My Turn to Cry» | 2013                  | 9                       | 51                      | 7                       | - Південна Корея: 145,820 | Miracles in December               |
| «The First Snow» (кор. 첫 눈) | 2013                  | 2                       | 12                      | —                       | - Південна Корея: 355,698 | Miracles in December               |
| «Miracles in December» (Classical Orchestra version) | 2013                  | 40                      | —                       | —                       | - Південна Корея: 42,901  | Miracles in December               |
| «The First Snow» (кит.: 初雪) (Chinese version) | 2013                  | 61                      | —                       | —                       | - Південна Корея: 27,830  | Miracles in December               |
| «Christmas Day» (кит.: 圣诞节) (Chinese version) | 2013                  | 64                      | —                       | —                       | - Південна Корея: 27,075  | Miracles in December               |
| «The Star» (кит.: 星) (Chinese version) | 2013                  | 65                      | —                       | —                       | - Південна Корея: 26,606  | Miracles in December               |
| «My Turn to Cry» (кит.: 爱离开) (Chinese version) | 2013                  | 67                      | —                       | —                       | - Південна Корея: 26,579  | Miracles in December               |
| «Moonlight» (кор. 월광) (Exo-K) | 2014                  | 5                       | 16                      | 16                      | - Південна Корея: 236,763 | Overdose                           |
| «Thunder» (Exo-K) | 2014                  | 4                       | 11                      | 5                       | - Південна Корея: 282,910 | Overdose                           |
| «Run» (Exo-K) | 2014                  | 7                       | 15                      | 23                      | - Південна Корея: 175,111 | Overdose                           |
| «Love, Love, Love» (Exo-K) | 2014                  | 8                       | 21                      | 19                      | - Південна Корея: 169,616 | Overdose                           |
| «Overdose» (кит.: 上瘾) (Exo-M) | 2014                  | 20                      | —                       | —                       | - Південна Корея: 68,991  | Overdose                           |
| «Thunder» (кит.: 雷电) (Exo-M) | 2014                  | 26                      | —                       | —                       | - Південна Корея: 48,059  | Overdose                           |
| «Moonlight» (кит.: 月光) (Exo-M) | 2014                  | 28                      | —                       | —                       | - Південна Корея: 45,669  | Overdose                           |
| «Run» (кит.: 奔跑) (Exo-M) | 2014                  | 29                      | —                       | —                       | - Південна Корея: 43,905  | Overdose                           |
| «Love, Love, Love» (кит.: 梦中梦) (Exo-M) | 2014                  | 30                      | —                       | —                       | - Південна Корея: 42,808  | Overdose                           |
| «Tell Me What Is Love» (D.O. solo) | 2014                  | 44                      | *                       | 2                       | - Південна Корея: 29,668  | Exology Chapter 1: The Lost Planet |
| «Love, Love, Love» (acoustic version) | 2014                  | 67                      | *                       | —                       | - Південна Корея: 20,196  | Exology Chapter 1: The Lost Planet |
| «Beautiful» (Suho solo) | 2014                  | 75                      | *                       | —                       | - Південна Корея: 18,675  | Exology Chapter 1: The Lost Planet |
| «My Turn to Cry» (Baekhyun solo) | 2014                  | —                       | *                       | —                       | - Південна Корея: 16,969  | Exology Chapter 1: The Lost Planet |
| «Up Rising» (Chen solo) | 2014                  | —                       | *                       | —                       | - Південна Корея: 16,029  | Exology Chapter 1: The Lost Planet |
| «Deep Breath» (Kai solo) | 2014                  | —                       | *                       | —                       | - Південна Корея: 12,485  | Exology Chapter 1: The Lost Planet |
| «Black Pearl» (rearranged; studio version) | 2014                  | —                       | *                       | —                       | - Південна Корея: 12,134  | Exology Chapter 1: The Lost Planet |
| «Delight» (Chanyeol solo) | 2014                  | —                       | *                       | —                       | - Південна Корея: 12,096  | Exology Chapter 1: The Lost Planet |
| «Transformer» | 2015                  | 19                      | *                       | 11                      | - Південна Корея: 136,834 | Exodus                             |
| «What If…» (кор. 시선 둘, 시선 하나) | 2015                  | 18                      | *                       | 24                      | - Південна Корея: 149,815 | Exodus                             |
| «My Answer» | 2015                  | 14                      | *                       | —                       | - Південна Корея: 179,471 | Exodus                             |
| «Exodus» | 2015                  | 11                      | *                       | 8                       | - Південна Корея: 246,534 | Exodus                             |
| «El Dorado» | 2015                  | 13                      | *                       | 7                       | - Південна Корея: 173,110 | Exodus                             |
| «Playboy» | 2015                  | 9                       | *                       | 18                      | - Південна Корея: 217,821 | Exodus                             |
| «Hurt» | 2015                  | 23                      | *                       | 14                      | - Південна Корея: 137,781 | Exodus                             |
| «Lady Luck» (кор. 유성우 (流星雨)) | 2015                  | 26                      | *                       | —                       | - Південна Корея: 121,701 | Exodus                             |
| «Beautiful» | 2015                  | 22                      | *                       | 19                      | - Південна Корея: 142,329 | Exodus                             |
| «Call Me Baby» (кит.: 叫我) (Chinese version) | 2015                  | 36                      | *                       | —                       | - Південна Корея: 80,662  | Exodus                             |
| «Exodus» (кит.: 逃脱) (Chinese version) | 2015                  | 80                      | *                       | —                       | - Південна Корея: 28,566  | Exodus                             |
| «El Dorado» (кит.: 黄金国) (Chinese version) | 2015                  | 77                      | *                       | —                       | - Південна Корея: 28,488  | Exodus                             |
| «My Answer» (кит.: 我的答案) (Chinese version) | 2015                  | 84                      | *                       | —                       | - Південна Корея: 28,155  | Exodus                             |
| «Playboy» (кит.: 坏男孩) (Chinese version) | 2015                  | 83                      | *                       | —                       | - Південна Корея: 28,075  | Exodus                             |
| «Transformer» (кит.: 变形女) (Chinese version) | 2015                  | 87                      | *                       | —                       | - Південна Корея: 27,254  | Exodus                             |
| «Beautiful» (кит.: 美) (Chinese version) | 2015                  | 92                      | *                       | —                       | - Південна Корея: 27,011  | Exodus                             |
| «What If…» (кит.: 两个视线, 一个视线) (Chinese version) | 2015                  | 90                      | *                       | —                       | - Південна Корея: 26,852  | Exodus                             |
| «Hurt» (кит.: 伤害) (Chinese version) | 2015                  | 91                      | *                       | —                       | - Південна Корея: 26,912  | Exodus                             |
| «Lady Luck» (кит.: 流星雨) (Chinese version) | 2015                  | 97                      | *                       | —                       | - Південна Корея: 26,207  | Exodus                             |
| «Tender Love» | 2015                  | 4                       | *                       | 6                       | - Південна Корея: 326,795 | Love Me Right                      |
| «First Love» | 2015                  | 15                      | *                       | 7                       | - Південна Корея: 143,202 | Love Me Right                      |
| «Promise (EXO 2014)» (кор. 약속 (EXO 2014)) | 2015                  | 12                      | *                       | 5                       | - Південна Корея: 183,856 | Love Me Right                      |
| «Love Me Right» (кит.: 漫遊宇宙) (Chinese version) | 2015                  | 48                      | *                       | —                       | - Південна Корея: 69,769  | Love Me Right                      |
| «Tender Love» (кит.: 就是爱) (Chinese version) | 2015                  | 97                      | *                       | —                       | - Південна Корея: 26,050  | Love Me Right                      |
| «EXO 2014» (кит.: 约定) (Chinese version) | 2015                  | —                       | *                       | —                       | - Південна Корея: 25,016  | Love Me Right                      |
| «First Love» (кит.: 初恋) (Chinese version) | 2015                  | —                       | *                       | —                       | - Південна Корея: 23,326  | Love Me Right                      |
| «Girl x Friend» | 2015                  | 16                      | *                       | 9                       | - Південна Корея: 260,574 | Sing For You                       |
| «On the Snow» (кор. 발자국) | 2015                  | 18                      | *                       | 23                      | - Південна Корея: 210,483 | Sing For You                       |
| «Sing for You» (кит.: 为你而唱) (Chinese version) | 2015                  | —                       | *                       | —                       | - Південна Корея: 22,989  | Sing For You                       |
| «Unfair» (кит.: 偏心) (Chinese version) | 2015                  | —                       | *                       | —                       | - Південна Корея: 21,078  | Sing For You                       |
| «Girl x Friend» (кит.: 女 x 友)) (Chinese version) | 2015                  | —                       | *                       | —                       | - Південна Корея: 19,597  | Sing For You                       |
| «On the Snow» (кит.: 脚印) (Chinese version) | 2015                  | —                       | *                       | —                       | - Південна Корея: 19,396  | Sing For You                       |
| «Lightsaber» (кит.: 光剑) (Chinese version) | 2015                  | —                       | *                       | —                       | - Південна Корея: 17,660  | Sing For You                       |
| «Artificial Love» | 2016                  | 19                      | *                       | 5                       | - Південна Корея: 174,177 | Ex'Act                             |
| «Cloud 9» | 2016                  | 23                      | *                       | 9                       | - Південна Корея: 140,986 | Ex'Act                             |
| «Heaven» | 2016                  | 16                      | *                       | 6                       | - Південна Корея: 234,231 | Ex'Act                             |
| «White Noise» (кор. 백색소음) | 2016                  | 24                      | *                       | 11                      | - Південна Корея: 154,279 | Ex'Act                             |
| «One and Only» (кор. 유리어항) | 2016                  | 25                      | *                       | 12                      | - Південна Корея: 136,159 | Ex'Act                             |
| «They Never Know» | 2016                  | 28                      | *                       | 8                       | - Південна Корея: 132,769 | Ex'Act                             |
| «Stronger» | 2016                  | 22                      | *                       | 13                      | - Південна Корея: 140,986 | Ex'Act                             |
| «Lucky One» (instrumental) | 2016                  | 72                      | *                       | —                       | - Південна Корея: 21,237  | Ex'Act                             |
| «Monster» (instrumental) | 2016                  | 77                      | *                       | —                       | - Південна Корея: 20,685  | Ex'Act                             |
| «Monster» (Chinese version) | 2016                  | —                       | *                       | —                       | - Південна Корея: 24,121  | Ex'Act                             |
| «Lucky One» (Chinese version) | 2016                  | —                       | *                       | —                       | - Південна Корея: 23,627  | Ex'Act                             |
| «Heaven» (Chinese version) | 2016                  | —                       | *                       | —                       | - Південна Корея: 20,850  | Ex'Act                             |
| «Artificial Love» (Chinese version) | 2016                  | —                       | *                       | —                       | - Південна Корея: 20,531  | Ex'Act                             |
| «Cloud 9» (Chinese version) | 2016                  | —                       | *                       | —                       | - Південна Корея: 20,464  | Ex'Act                             |
| «White Noise» (Chinese version) | 2016                  | —                       | *                       | —                       | - Південна Корея: 20,583  | Ex'Act                             |
| «One and Only» (Chinese version) | 2016                  | —                       | *                       | —                       | - Південна Корея: 20,488  | Ex'Act                             |
| «They Never Know» (Chinese version) | 2016                  | —                       | *                       | —                       | - Південна Корея: 20,392  | Ex'Act                             |
| «Stronger» (Chinese version) | 2016                  | —                       | *                       | —                       | - Південна Корея: 20,201  | Ex'Act                             |
| «She's Dreaming» (кор. 꿈) | 2016                  | 11                      | *                       | 5                       | - Південна Корея: 138,854 | Lotto                              |
| «Can't Bring Me Down» | 2016                  | 15                      | *                       | 3                       | - Південна Корея: 95,263  | Lotto                              |
| «Monster (LDN Noise Creeper Bass Remix)» | 2016                  | 52                      | *                       | —                       | - Південна Корея: 39,254  | Lotto                              |
| «Lotto» (Chinese version) | 2016                  | —                       | *                       | —                       | - Південна Корея: 10,437  | Lotto                              |
| «She's Dreaming» (кит.: 夢) (Chinese version) | 2016                  | —                       | *                       | —                       | - Південна Корея: 9,211   | Lotto                              |
| «Can't Bring Me Down» (Chinese version) | 2016                  | —                       | *                       | —                       | - Південна Корея: 8,811   | Lotto                              |
| «Monster (LDN Noise Creeper Bass Remix)» (Chinese version) | 2016                  | —                       | *                       | —                       | - Південна Корея: 6,799   | Lotto                              |
| «Falling for You» | 2016                  | 15                      | *                       | 14                      | - Південна Корея: 101,163 | For Life                           |
| «What I Want for Christmas» | 2016                  | 18                      | *                       | 19                      | - Південна Корея: 92,255  | For Life                           |
| «Twenty Four» | 2016                  | 26                      | *                       | 12                      | - Південна Корея: 72,844  | For Life                           |
| «Winter Heat» | 2016                  | 24                      | *                       | 20                      | - Південна Корея: 76,810  | For Life                           |
| «For Life» (кит.: 一生一事) (Chinese version) | 2016                  | —                       | *                       | —                       | - Південна Корея: 9,720   | For Life                           |
| «Falling for You» (кит.: 亿万分之一的奇迹) (Chinese version) | 2016                  | —                       | *                       | —                       | - Південна Корея: 8,971   | For Life                           |
| «What I Want for Christmas» (кит.: 再续冬季) (Chinese version) | 2016                  | —                       | *                       | —                       | - Південна Корея: 8,942   | For Life                           |
| «Twenty Four» (кит.: 二十四小时) (Chinese version) | 2016                  | —                       | *                       | —                       | - Південна Корея: 8,798   | For Life                           |
| «Winter Heat» (кит.: 暖冬) (Chinese version) | 2016                  | —                       | *                       | —                       | - Південна Корея: 8,783   | For Life                           |
| «The Eve» (кор. 전야 (前夜)) | 2017                  | 9                       | 2                       | 5                       | - Південна Корея: 235,171 | The War                            |
| «What U Do?» | 2017                  | 13                      | 3                       | —                       | - Південна Корея: 117,268 | The War                            |
| «Walk on Memories» (кор. 기억을 걷는 밤) | 2017                  | 15                      | 4                       | —                       | - Південна Корея: 103,412 | The War                            |
| «Forever» | 2017                  | 16                      | 5                       | 24                      | - Південна Корея: 97,969  | The War                            |
| «Touch It» (кор. 너의 손짓) | 2017                  | 17                      | 6                       | —                       | - Південна Корея: 95,817  | The War                            |
| «Diamond» (кор. 다이아몬드) | 2017                  | 20                      | 7                       | —                       | - Південна Корея: 89,845  | The War                            |
| «Going Crazy» (кор. 내가 미쳐) | 2017                  | 23                      | 9                       | —                       | - Південна Корея: 90,427  | The War                            |
| «Chill» (кор. 소름) | 2017                  | 24                      | 8                       | —                       | - Південна Корея: 88,885  | The War                            |
| «Ko Ko Bop» (кит.: 叩叩趴) (Chinese version) | 2017                  | —                       | —                       | —                       | - Південна Корея: 13,884  | The War                            |
| «The Eve» (кит.: 破风) (Chinese version) | 2017                  | —                       | —                       | —                       | - Південна Корея: 11,669  | The War                            |
| «What U Do?» (кит.: 可爱·可恶) (Chinese version) | 2017                  | —                       | —                       | —                       | - Південна Корея: 10,949  | The War                            |
| «Forever» (кит.: 我加你等于永远) (Chinese version) | 2017                  | —                       | —                       | —                       | - Південна Корея: 10,705  | The War                            |
| «Diamond» (кит.: C乐章) (Chinese version) | 2017                  | —                       | —                       | —                       | - Південна Корея: 10,760  | The War                            |
| «Touch It» (кит.: 指语) (Chinese version) | 2017                  | —                       | —                       | —                       | - Південна Корея: 10,727  | The War                            |
| «Walk on Memories» (кит.: 梦回暮夜) (Chinese version) | 2017                  | —                       | —                       | —                       | - Південна Корея: 10,776  | The War                            |
| «Chill» (кит.: 寒噤) (Chinese version) | 2017                  | —                       | —                       | —                       | - Південна Корея: 10,621  | The War                            |
| «Going Crazy» (кит.: 疯语者) (Chinese version) | 2017                  | —                       | —                       | —                       | - Південна Корея: 10,644  | The War                            |
| «Sweet Lies» | 2017                  | 22                      | 2                       | 5                       | - Південна Корея: 83,841  | The War: The Power of Music        |
| «Boomerang» (кор. 부메랑) | 2017                  | 28                      | 4                       | 11                      | - Південна Корея: 78,062  | The War: The Power of Music        |
| «Been Through» (кор. 지나갈 테니) | 2017                  | 19                      | 2                       | —                       | - Південна Корея: 55,901  | Universe                           |
| «Stay» | 2017                  | 24                      | 3                       | —                       | - Південна Корея: 49,734  | Universe                           |
| «Fall» | 2017                  | 30                      | 4                       | —                       | - Південна Корея: 45,499  | Universe                           |
| «Good Night» | 2017                  | 31                      | 5                       | —                       | - Південна Корея: 44,917  | Universe                           |
| «Lights Out» | 2017                  | 36                      | 6                       | —                       | - Південна Корея: 43,932  | Universe                           |
| «Universe» (CD version) | 2017                  | —                       | 7                       | —                       | Н/Д                       | Universe                           |
| «Ooh La La La» (кор. 닿은 순간) | 2018                  | 43                      | 2                       | 12                      | Н/Д                       | Don't Mess Up My Tempo             |
| «Gravity» | 2018                  | 39                      | 3                       | 21                      | Н/Д                       | Don't Mess Up My Tempo             |
| «Sign» | 2018                  | 59                      | 4                       | —                       | Н/Д                       | Don't Mess Up My Tempo             |
| «24/7» | 2018                  | 53                      | 5                       | —                       | Н/Д                       | Don't Mess Up My Tempo             |
| «With You» (кор. 가끔) | 2018                  | 71                      | 6                       | —                       | Н/Д                       | Don't Mess Up My Tempo             |
| «Smile On My Face» (кор. 여기 있을게) | 2018                  | 74                      | 7                       | —                       | Н/Д                       | Don't Mess Up My Tempo             |
| «Bad Dream» (кор. 후폭풍) | 2018                  | 79                      | 8                       | —                       | Н/Д                       | Don't Mess Up My Tempo             |
| «Oasis» (кор. 오아시스) | 2018                  | 78                      | 9                       | 19                      | Н/Д                       | Don't Mess Up My Tempo             |
| «Damage» | 2018                  | 85                      | 10                      | —                       | Н/Д                       | Don't Mess Up My Tempo             |
| «Trauma» (кор. 트라우마) | 2018                  | 58                      | 2                       | 8                       | Н/Д                       | Love Shot                          |
| «Wait» | 2018                  | 65                      | 3                       | 14                      | Н/Д                       | Love Shot                          |
| «Trouble» | 2019                  | 85                      | 37                      | 19                      | Н/Д                       | Obsession                          |
| «Jekyll» (кор. 지킬) | 2019                  | 96                      | 46                      | 22                      | Н/Д                       | Obsession                          |
| «Groove» (кор. 춤) | 2019                  | 93                      | 43                      | —                       | Н/Д                       | Obsession                          |
| «Ya Ya Ya» | 2019                  | 104                     | 49                      | —                       | Н/Д                       | Obsession                          |
| «Baby You Are» | 2019                  | 106                     | 50                      | —                       | Н/Д                       | Obsession                          |
| «Non Stop» | 2019                  | 111                     | 52                      | —                       | Н/Д                       | Obsession                          |
| «Day After Day» (кор. 오늘도) | 2019                  | 109                     | 51                      | —                       | Н/Д                       | Obsession                          |
| «Butterfly Effect» (кор. 나비효과) | 2019                  | 98                      | 44                      | —                       | Н/Д                       | Obsession                          |
| «Obsession» (кит.: 嗜) (Chinese version) | 2019                  | 171                     | 64                      | —                       | Н/Д                       | Obsession                          |
| «Paradise» (кор. 파라다이스) | 2021                  | 106                     | —                       | —                       | Н/Д                       | Don't Fight the Feeling            |
| «No Matter» (кор. 훅!) | 2021                  | 121                     | —                       | —                       | Н/Д                       | Don't Fight the Feeling            |
| «Runaway» | 2021                  | 126                     | —                       | —                       | Н/Д                       | Don't Fight the Feeling            |
| «Just as Usual» (кор. 지켜줄게) | 2021                  | 117                     | —                       | —                       | Н/Д                       | Don't Fight the Feeling            |
| «Regret It» | 2023                  | 183                     | —                       | —                       | Н/Д                       | Exist                              |
| «Cinderella» | 2023                  | 175                     | —                       | —                       | Н/Д                       | Exist                              |
| «Love Fool» | 2023                  | 197                     | —                       | —                       | Н/Д                       | Exist                              |
| Японська |                       |                         |                         |                         |                           |                                    |
| «Drop That» | 2015                  | —                       | *                       | —                       | - Південна Корея: 15,333  | Countdown                          |
| «TacTix» | 2016                  | —                       | *                       | —                       | - Південна Корея: 8,016   | Countdown                          |
| «Run This» | 2016                  | —                       | *                       | —                       | - Південна Корея: 7,897   | Countdown                          |
| «—» релізи, що не потрапили у чарти або не були випущені у відповідних регіонах. Нотатки: Чарт Billboard Korea K-Pop Hot 100 був розпочатий у серпні 2011 і закритий у липні 2014. У травні 2017 його було відновлено. |                       |                         |                         |                         |                           |                                    |

## Саундтреки
Note: For individual member's Soundtrack appearances, see their articles.
| Title            | Year | Album                             |
| ---------------- | ---- | --------------------------------- |
| «Dear My Family» | 2012 | I Am OST                          |
| «Lovin' You Mo»  | 2018 | Spring Has Come OST and Countdown |

## Музичні відео
| Назва                             | Виконавець      | Рік  |
| --------------------------------- | --------------- | ---- |
| «What Is Love»                    | EXO-K та EXO-M  | 2012 |
| «History»                         | EXO-K та EXO-M  | 2012 |
| «Mama»                            | EXO-K та EXO-M  | 2012 |
| «Wolf»                            | EXO             | 2013 |
| «Music Video Drama Episode 1»     | EXO             | 2013 |
| «Music Video Drama Episode 2»     | EXO             | 2013 |
| «Growl»                           | EXO             | 2013 |
| «Growl Music Video 2nd Version»   | EXO             | 2013 |
| «Miracles in December»            | EXO             | 2013 |
| «Overdose»                        | EXO-K and EXO-M | 2014 |
| «Call Me Baby»                    | EXO             | 2015 |
| «Love Me Right»                   | EXO             | 2015 |
| «Lightsaber»                      | EXO             | 2015 |
| «Sing for You»                    | EXO             | 2015 |
| «Lucky One»                       | EXO             | 2016 |
| «Monster»                         | EXO             | 2016 |
| «Lotto»                           | EXO             | 2016 |
| «Dancing King» (with Yoo Jae-suk) | EXO             | 2016 |
| «Coming Over»                     | EXO             | 2016 |
| «For Life»                        | EXO             | 2016 |
| «Ko Ko Bop»                       | EXO             | 2017 |
| «Power»                           | EXO             | 2017 |
| «Universe»                        | EXO             | 2017 |
| «Electric Kiss»                   | EXO             | 2018 |
| «Tempo»                           | EXO             | 2018 |
| «Love Shot»                       | EXO             | 2018 |
| «Obsession»                       | EXO             | 2019 |
| «Don't Fight the Feeling»         | EXO             | 2021 |
| «Let Me In»                       | EXO             | 2023 |
| «Hear Me Out»                     | EXO             | 2023 |
| «Cream Soda»                      | EXO             | 2023 |

## Нотатки
1. ↑  Three albums – XOXO, Exodus, and Ex'Act, exceeded one million mark by combining sales of its repackages.
2. ↑  У квітні 2018 Gaon Chart представили нові чарти та сертифікації для альбомів, цифрових завантажень та стримінгу.
3. ↑  The War не потрапив у Top Albums Chart, але посів 24 місце у суміжному чарті цифрових завантажень
[23].
4. ↑  Obsession не потрапив у ARIA Albums Chart, але посів 22 місце у ARIA Digital Album Chart[32].
5. ↑  Countdown не потрапив у Top Albums Chart, але посів 126 місце у чарті цифрових завантажень[38].
6. ↑  У квітні 2018 Gaon Chart представили сертифікації для альбомів, цифрових завантажень та стримингу.
7. 1 2  Продажі засновані на цифрових завантаженнях, якщо не зазначено інше.
8. ↑  Includes the Billboard K-pop Hot 100 (defunct as of 2022), and South Korea Songs (part of Billboard's Hits of the World (2022 onwards).
9. ↑  Сингл «Love Me Right ~Romantic Universe~» посів 10 місце у Gaon International Digital Chart[107].
10. ↑  Сингл «Coming Over» посів 15 місце у Gaon International Digital Chart[111].
11. ↑  «Monster» (Chinese version) charted at number 1 on the Gaon International Digital Chart.[147]
12. ↑  «Lucky One» (Chinese version) charted at number 3 on the Gaon International Digital Chart.[147]
13. ↑  «Heaven» (Chinese version) charted at number 5 on the Gaon International Digital Chart.[147]
14. ↑  «Artificial Love» (Chinese version) charted at number 6 on the Gaon International Digital Chart.[147]
15. ↑  «Cloud 9» (Chinese version) charted at number 7 on the Gaon International Digital Chart.[147]
16. ↑  Пісня «White Noise» (Chinese version) посіла 8 місце у Gaon International Digital Chart[147].
17. ↑  «One and Only» (Chinese version) charted at number 9 on the Gaon International Digital Chart.[147]
18. ↑  «They Never Know» (Chinese version) charted at number 10 on the Gaon International Digital Chart.[147]
19. ↑  «Stronger» (Chinese version) charted at number 11 on the Gaon International Digital Chart.[147]
20. ↑  «Lotto» (Chinese version) charted at number 8 on the Gaon International Digital Chart.[150]
21. ↑  «She's Dreaming» (Chinese version) charted at number 13 on the Gaon International Digital Chart.[150]
22. ↑  «Can't Bring Me Down» (Chinese version) charted at number 15 on the Gaon International Digital Chart.[150]
23. ↑  «Monster (LDN Noise Creeper Bass Remix)» (Chinese version) charted at number 28 on the Gaon International Digital Chart.[150]
24. ↑  «For Life» (Chinese version) charted at number 34 on the Gaon International Digital Chart.[147]
25. ↑  «Falling for You» (Chinese version) charted at number 38 on the Gaon International Digital Chart.[147]
26. ↑  «What I Want for Christmas» (Chinese version) charted at number 39 on the Gaon International Digital Chart.[147]
27. ↑  «Twenty Four» (Chinese version) charted at number 43 on the Gaon International Digital Chart.[147]
28. ↑  «Winter Heat» (Chinese version) charted at number 41 on the Gaon International Digital Chart.[147]
29. ↑  «Ko Ko Bop» (Chinese version) charted at number 8 on the Gaon International Digital Chart.[157]
30. ↑  «The Eve» (Chinese version) charted at number 20 on the Gaon International Digital Chart.[157]
31. ↑  «What U Do?» (Chinese version) charted at number 22 on the Gaon International Digital Chart.[157]
32. ↑  «Forever» (Chinese version) charted at number 23 on the Gaon International Digital Chart.[157]
33. ↑  «Diamond» (Chinese version) charted at number 24 on the Gaon International Digital Chart.[157]
34. ↑  «Touch It» (Chinese version) charted at number 25 on the Gaon International Digital Chart.[157]
35. ↑  «Walk on Memories» (Chinese version) charted at number 26 on the Gaon International Digital Chart.[157]
36. ↑  «Chill» (Chinese version) charted at number 27 on the Gaon International Digital Chart.[157]
37. ↑  «Going Crazy» (Chinese version) charted at number 28 on the Gaon International Digital Chart.[157]
38. ↑  «Drop That» (Japanese version) charted at number 5 on the Gaon International Digital Chart.[161]
39. ↑  «TacTix» charted at number 23 on the Gaon International Digital Chart.[162]
40. ↑  «Run This» charted at number 25 on the Gaon International Digital Chart.[163]

1. ↑  Сингл «Call Me Baby» посів 18 місце у UK Independent Singles Breakers[86].
2. ↑  Сингл «Lotto» посів 16 місце у UK Independent Singles Breakers[94].
3. ↑  Сингл «Love Shot» посів 14 місце у UK Independent Singles Breakers[103].
4. ↑  Сингл «Obsession» посів 17 місце у UK Independent Singles Breakers[105].